# Projekt 670
Projekt 670 (v kódu NATO třída Charlie) byla třída ponorek Sovětského námořnictva s jaderným pohonem. Jednalo se o nosiče protilodních střel, určené zejména k napadání hladinových lodí, především těch letadlových. Jako první sovětské ponorky mohly své střely odpalovat pod hladinou. Všech 17 postavených ponorek již bylo vyřazeno ze služby.

## Stavba

Ilustrace ponorky třídy Charlie I

Ilustrace ponorky třídy Charlie II

Celkem bylo ve dvou skupinách postaveno 17 ponorek této třídy. Všechny postavila loděnice v Gorkém. Ponorky první verze Projekt 670A Skat (Charlie I) byly do služby zařazeny v letech 1967–1973 v počtu 11 kusů. Na první sérii navázalo šest ponorek Projektu 670M Čajka (Charlie II) nesoucích modernější protilodní střely. Do služby byly zařazeny v letech 19673–1982. Všechny byly vyřazeny do poloviny 90. let.

## Konstrukce
Oproti třídě Echo měly tyto ponorky mnohem elegantněji tvarovaný trup. Jejich hlavní zbraň, v podobě protilodních střel, se přitom přesunula do přídě, odkud byly střely vypouštěny přímo z šachet v trupu ponorek. Novinkou byla také schopnost ponorek vypouštět tyto střely při plavbě pod hladinou. Ponorky verze Charlie I byly vyzbrojeny osmi protilodními střelami typu P-70 Ametist (v kódu NATO SS-N-7 Starbright) s dosahem cca 60 km. Pozdější verze Charlie II nesla stejný počet modernějších střel P-120 Malachit (v kódu NATO SS-N-9 Siren) s dosahem cca 120 km. Ponorky rovněž měly čtyři 533mm torpédomety pro klasická torpéda a dva 406mm torpédomety pro torpéda s akustickým samonavedením. Podle odhadů ponorky nesly celkem 12 torpéd či řízených střel RPK-2 Viyuga (v kódu NATO SS-N-15 Starfish).
Pohonný systém tvořil jeden vodou chlazený reaktor VM-4 a dvě turbíny, roztáčející jeden pětilistý lodní šroub. Nejvyšší rychlost byla 12 uzlů na hladině a 26 uzlů pod hladinou, u verze Charlie II to bylo 15 uzlů na hladině a 24 uzlů pod hladinou.

## Zahraniční uživatelé
V letech 1988–1991 byla ponorka K-43 verze Charlie I zapůjčena Indii, kde sloužila jako INS Čakra (S71). Indické námořnictvo má stále zájem o získání ponorek s jaderným pohonem.